# Тапіранга
Тапіра́нга (Ramphocelus) — рід горобцеподібних птахів родини саякових (Thraupidae). Представники цього роду мешкають в Мексиці, Центральній і Південній Америці.

## Опис
Тапіранги — середнього розміру птахи, середня довжина яких становить 16-18 см, а вага 21,5-48 г. Їм притаманний статевий диморфізм: самці мають переважно чорно-червоне, пурпурове або жовте забарвлення, тоді як забарвлення самиць тьмяніше, коричнювате або сірувате у поєднанні з тьмяно-червоним, пурпуровим або жовтим. Тапірангам притаманні міцні дзьоби, нижня частина яких біла або сизувата, направлена догори.
Тапіранги живуть переважно в рідколіссях і чагарникових заростях. Вони живляться комахами, яких ловлять в польоті або шукають серед листя.

## Види
Виділяють дев'ять видів:
- Тапіранга білодзьоба (Ramphocelus sanguinolentus)
- Тапіранга вогнистогуза (Ramphocelus flammigerus)
- Тапіранга жовтогуза (Ramphocelus icteronotus)
- Тапіранга червоногуза (Ramphocelus passerinii)
- Тапіранга бразильська (Ramphocelus bresilia)
- Тапіранга червона (Ramphocelus dimidiatus)
- Тапіранга маскова (Ramphocelus nigrogularis)
- Тапіранга чорночерева (Ramphocelus melanogaster)
- Тапіранга пурпурова (Ramphocelus carbo)

## Етимологія
Наукова назва роду Ramphocelus походить від сполучення слів дав.-гр. ῥαμφος — дзьоб і κοιλος — увігнутий.